# Campionati mondiali di bob 1983
I Campionati mondiali di bob 1983, trentasettesima edizione della manifestazione organizzata dalla Federazione Internazionale di Bob e Skeleton, si sono disputati dal 19 al 27 febbraio 1983 a Lake Placid, negli Stati Uniti d'America, sulla pista Mt. Van Hoevenberg Olympic Bobsled Run, il tracciato sul quale si svolsero le competizioni del bob e dello slittino ai Giochi di Lake Placid 1980, di Lake Placid 1932 (solo nel bob e su una versione differente della pista) e le rassegne iridate maschili del 1949, del 1961, del 1969, del 1973 e del 1978. La località, situata nello Stato di New York, ha ospitato quindi le competizioni iridate per la sesta volta nel bob a due e nel bob a quattro uomini.
L'edizione ha visto dominare la Svizzera che si aggiudicò entrambe le medaglie d'oro e una d'argento sulle sei disponibili in totale, lasciando alla Germania Ovest un argento e alla Germania Est i rimanenti due bronzi. I titoli sono stati infatti conquistati nel bob a due uomini da Ralph Pichler e Urs Leuthold e nel bob a quattro da Ekkehard Fasser, Hans Märcy, Kurt Poletti e Rolf Strittmatter.

## Risultati

### Bob a due uomini
La gara si è disputata il 19 e il 20 febbraio 1983 nell'arco di quattro manches. Campioni mondiali in carica erano gli svizzeri Erich Schärer e Max Rüegg, vincitori della medaglia d'argento in questa edizione, e il titolo è stato pertanto vinto dai connazionali Ralph Pichler e Urs Leuthold, alla loro prima medaglia iridata di specialità, mentre la medaglia di bronzo andò invece ai tedeschi orientali Wolfgang Hoppe e Dietmar Schauerhammer, anch'essi per la prima volta su un podio mondiale nel bob a due.
| Pos. | Atleti                                     | Nazione        | Tempo   | Distacco |
| ---- | ------------------------------------------ | -------------- | ------- | -------- |
|      | Ralph Pichler Urs Leuthold                 | Svizzera       | 4:01.42 |          |
|      | Erich Schärer Max Rüegg                    | Svizzera       | 4:02.73 | +1.31    |
|      | Wolfgang Hoppe Dietmar Schauerhammer       | Germania Est   | 4:04.31 | +2.89    |
| 4    | Guerrino Ghedina Paolo Scaramuzza          | Italia         | 4:04.79 | +3.37    |
| 5    | Walter Delle Karth Johann Lindner          | Austria        | 4:05.24 | +3.82    |
| 6    | Andreas Weikenstorfer Hans-Jürgen Hartmann | Germania Ovest | 4:05.51 | +4.09    |
| 7    | Klaus Kopp Hajo Schuhmacher                | Germania Ovest | 4:05.86 | +4.44    |
| ...  | ...                                        | ...            | ...     | ...      |
| 10   | Robert Hickey Richard Bisso                | Stati Uniti    | 4:06.25 | +5.83    |

### Bob a quattro
La gara si è disputata il 26 e il 27 febbraio 1983 nell'arco di quattro manches. Campione mondiale in carica era il quartetto svizzero composto da Silvio Giobellina, Heinz Stettler, Urs Salzmann e Rico Freiermuth, non presenti tra i primi sei classificati in questa edizione, e il titolo è stato pertanto vinto dall'equipaggio formato dai connazionali Ekkehard Fasser, Hans Märcy, Kurt Poletti e Rolf Strittmatter, del quale il solo Poletti fu già argento a Cortina d'Ampezzo 1981, davanti alla formazione tedesca occidentale costituita da Klaus Kopp, Gerhard Oechsle, Günther Neuberger e Hajo Schuhmacher, tutti alla loro prima medaglia iridata di specialità, e alla compagine tedesca orientale composta da Detlef Richter, Henry Gerlach, Thomas Forch e Dietmar Jerke, con Gerlach già campione del mondo a Cortina d'Ampezzo 1981.
| Pos. | Atleti                                                               | Nazione          | Tempo   | Distacco |
| ---- | -------------------------------------------------------------------- | ---------------- | ------- | -------- |
|      | Ekkehard Fasser Hans Märcy Kurt Poletti Rolf Strittmatter            | Svizzera II      | 3:57.24 |          |
|      | Klaus Kopp Gerhard Oechsle Günther Neuberger Hajo Schuhmacher        | Germania Ovest I | 3:57.80 | +0.56    |
|      | Detlef Richter Henry Gerlach Thomas Forch Dietmar Jerke              | Germania Est I   | 3:58.11 | +0.87    |
| 4    | Wolfgang Hoppe Roland Wetzig Dietmar Schauerhammer Ingo Voge         | Germania Est II  | 3:58.42 | +1.18    |
| 5    | Walter Delle Karth Johann Lindner Ghünter Krispel Ferdinand Grössing | Austria II       | 3:59.61 | +2.37    |
| 6    | Bill Renton Chuck Leonowicz Sid Hooper Carl Flanagan                 | Stati Uniti I    | 4:00.54 | +3.30    |
| ...  | ...                                                                  | ...              | ...     | ...      |
| 8    | Robert Hickley John Cogar Dick Nalley Richard Bisso                  | Stati Uniti II   | 4:00.63 | +3.39    |

## Medagliere
| Posizione | Nazione        | Oro | Argento | Bronzo | Totale |
| --------- | -------------- | --- | ------- | ------ | ------ |
| 1         | Svizzera       | 2   | 1       | 0      | 3      |
| 2         | Germania Ovest | 0   | 1       | 0      | 1      |
| 3         | Germania Est   | 0   | 0       | 2      | 2      |
| Totale    | Totale         | 2   | 2       | 2      | 6      |